# Acapulco, cuerpo y alma
Acapulco, cuerpo y alma é uma telenovela mexicana produzida por José Alberto Castro para a Televisa e exibida pelo Canal de las Estrellas entre 4 de setembro de 1995 e 12 de abril de 1996, substituindo Alondra e sendo substituida por Para toda la vida. A trama era exibida com capítulos de 30 minutos. Original de María Zarattini, é um remake da telenovela Tú o nadie, produzida em 1985.  
Foi protagonizada por Patricia Manterola e Saúl Lisazo, com a participação estrelar de Karla Álvarez e da primeira atriz Elsa Aguirre e antagonizada por Guillermo García Cantú e Chantal Andere.

## Sinopse
David Montalvo é um empresário de êxito que goza de prestigio e brilho social, e sua postura e seu poder lhe permite ter quantas mulheres ele queira. Esse êxito é tanto celebrado como invejado, pois mesmo tendo uma excelente relação com sua madrastra Elena e sua irmã Cinthia, ele não suporta estar perto de Marcelo, filho de Elena e seu primeiro marido.
Marcelo inveja e odeia David e pouco a pouco arma um plano para ficar com tudo do seu meio irmão.  Marcelo conhece em Zihuatanejo uma mulher chamada Lorena, uma vendedora de pescado. Ele se aproxima dela utilizando o nome do seu irmão David Montalvo e a corteja, até que ela se apaixona por ele. Alguns meses depois eles se casam e então que Marcelo provoca um acidente de avião onde viaja David.
Marcelo confessa a verdade para Lorena a obrigando a ser sua cúmplice, pois o que Marcelo quer é que Lorena herde todos os bens de David para logo se livrar dela. David consegue sobreviver e regressa se dando conta do que Marcelo tentou, mas para se vingar, pouco a pouco vai descobrindo tudo e ao mesmo tempo se apaixonando pela que diz ser a esposa de Marcelo, Lorena.

## Elenco
- Patricia Manterola - Lorena Miranda de Montalvo
- Saúl Lisazo - David Montalvo
- Guillermo García Cantú - Marcelo de Maris Pérez
- Chantal Andere - Haydée Villaseñor
- Karla Álvarez - Julia Montalvo
- Elsa Aguirre - Ana Elena Pérez Vda. de Montalvo
- Cecilia Gabriela - Cinthia Montalvo
- Patricia Navidad - Clara
- Fernando Balzaretti - Aurelio
- Manuel Ibáñez - Teodoro
- Rosangela Balbó - Claudia
- Leticia Perdigón - Rita
- Adriana Lavat - Liliana
- Tomás Goros - Germán
- Germán Gutiérrez - Pablo
- Eduardo Rivera - Oscar
- Julio Urreta - Rosendo
- Lucha Moreno - Cleo
- Julio Vega - Félix
- Marcelo Cezán - Enrique
- Sofía Vergara - Irasema
- Juan Soler - Humberto
- Germán Bernal - Raúl
- Zamorita - Goyo
- Rosita Bouchot - Dora
- Edi Xol - Arturo
- Alfredo Leal - Ricardo
- Bodokito - Mariela
- Claudia Vega
- Kala - Ronaldo
- Alejandra Espejo - Elvira Torres
- Andrea Noli - Sandra
- Jeanette Candiani
- Mario Cimarro - Cameo
- Julio Mannino
- Adela Ayensa
- Ana Maria de la Torre
- Aracely Arámbula
- Lucero Reynoso
- Uriel Chávez
- Mikaela Ojeda - Alejandra Montalvo

## Exibição
Foi reprisada pela primeira vez pelo canal TLNovelas entre 08 de março a 25 de junho de 1999.

## Prêmios e Indicações

### Prêmio TVyNovelas 1996
| Categoria                 | Nomeado(a)             | Resultado |
| ------------------------- | ---------------------- | --------- |
| Melhor vilão              | Guillermo García Cantú | Indicado  |
| Melhor revelação feminina | Patricia Manterola     | Indicado  |
| Lançamento feminino       | Patricia Manterola     | Venceu    |

## Versões
- Acapulco, cuerpo y alma é um remake da telenovela Tú o nadie, telenovela produzida pela Televisa por Ernesto Alonso em 1985 e protagonizada por Lucía Méndez, Andrés García e Salvador Pineda.
- No ano de o produtor Carlos Sotomayor realizou outra versão produzida pela Televisa e Fox Televisión intitulada Acapulco Bay, dirigida por Tom Sizemore e protagonizada por Raquel Gardner e Jason Adams.
- Em 2009, Carla Estrada produziu uma nova versão chamada Sortilégio, na qual foi protagonizada por Jacqueline Bracamontes, Willian Levy e David Zepeda.
- Em 2022, José Alberto Castro produziu uma nova adaptação da trama para a Televisa, intitulada Cabo, protagonizada por Bárbara de Regil, Matías Novoa e Diego Amozurrutia.